# Sycamore Township (comté de DeKalb, Illinois)
Sycamore Township est un township du comté de DeKalb dans l'Illinois, aux États-Unis,. 